# Формула 1 — сезона 2022
Сезона 2022 формуле 1 јесте 73. сезона светског шампионата формуле 1 под окриљем Фија. Шампионат је трајао на двадесет и две стазе, одржан широм света, а завршен је раније него претходних година како би се избегло преклапање са светским првенством у фудбалу. Возачи и тимови су се такмичили за титуле светског шампиона у возачима и у конструкторима.
У шампионату 2022. године ће бити уведене значајне промене у техничким прописима овог спорта. Ове промене је требало да буду уведене 2021. године, али су одложене до 2022. као одговор на пандемију ковида 19. Макс Верстапен, који је био актуелни шампион у возачима, освојио је своју другу титулу на Великој награди Јапана, док је његов тим Ред бул освојио пету конструкторску титулу, а прву од 2013. на следећој Великој награди Сједињених Држава. Мерцедес је био актуелни конструкторски шампион.

## Тимови и возачи
Следећи конструктори и возачи тренутно имају уговоре за такмичење у светском шампионату 2022. Сви тимови ће се такмичити са гумама које испоручује Пирели. Сваки тим је дужан да пријави најмање два возача, по једног за сваки од два обавезна аутомобила.
| Тим                           | Конструктор  | Шасија | Погонска јединица | Возачи | Возачи           | Возачи              |
| Тим                           | Конструктор  | Шасија | Погонска јединица | Бр.    | Име возача       | Рунда               |
| ----------------------------- | ------------ | ------ | ----------------- | ------ | ---------------- | ------------------- |
| БВТ Алпин Ф1 тим              | Алпин        | А522   | Рено E-Tech RE22  | 14     | Фернандо Алонсо  | 1–19                |
| БВТ Алпин Ф1 тим              | Алпин        | А522   | Рено E-Tech RE22  | 31     | Естебан Окон     | 1–19                |
| Алфа Ромео Ф1 тим Орлен       | Алфа Ромео   | C42    | Ферари 066/7      | 24     | Џоу Гуанју       | 1–19                |
| Алфа Ромео Ф1 тим Орлен       | Алфа Ромео   | C42    | Ферари 066/7      | 77     | Валтери Ботас    | 1–19                |
| Скудерија Алфа Таури          | Алфа Таури   | AT03   | Ред бул RBPTH001  | 10     | Пјер Гасли       | 1–19                |
| Скудерија Алфа Таури          | Алфа Таури   | AT03   | Ред бул RBPTH001  | 22     | Јуки Цунода      | 1–19                |
| Астон Мартин Арамко Когнизант | Астон Мартин | AMR22  | Мерцедес-АМГ M13  | 5      | Себастијан Фетел | 3–19 1–19 1–2       |
| Астон Мартин Арамко Когнизант | Астон Мартин | AMR22  | Мерцедес-АМГ M13  | 18     | Ланс Строл       | 3–19 1–19 1–2       |
| Астон Мартин Арамко Когнизант | Астон Мартин | AMR22  | Мерцедес-АМГ M13  | 27     | Нико Хилкенберг  | 3–19 1–19 1–2       |
| Вилијамс рејсинг              | Вилијамс     | FW44   | Мерцедес-АМГ M13  | 6      | Николас Латифи   | 1–17 1–15, 17–19 16 |
| Вилијамс рејсинг              | Вилијамс     | FW44   | Мерцедес-АМГ M13  | 23     | Александер Албон | 1–17 1–15, 17–19 16 |
| Вилијамс рејсинг              | Вилијамс     | FW44   | Мерцедес-АМГ M13  | 45     | Ник де Врис      | 1–17 1–15, 17–19 16 |
| Макларен Ф1 тим               | Макларен     | MCL36  | Мерцедес-АМГ M13  | 3      | Данијел Рикардо  | 1–19                |
| Макларен Ф1 тим               | Макларен     | MCL36  | Мерцедес-АМГ M13  | 4      | Ландо Норис      | 1–19                |
| Мерцедес АМГ Петронас         | Мерцедес     | W13    | Мерцедес-АМГ M13  | 44     | Луис Хамилтон    | 1–19                |
| Мерцедес АМГ Петронас         | Мерцедес     | W13    | Мерцедес-АМГ M13  | 63     | Џорџ Расел       | 1–19                |
| Оракле Ред бул рејсинг        | Ред бул      | RB18   | Ред бул RBPTH001  | 1      | Макс Верстапен   | 1–19                |
| Оракле Ред бул рејсинг        | Ред бул      | RB18   | Ред бул RBPTH001  | 11     | Серхио Перез     | 1–19                |
| Скудерија Ферари              | Ферари       | F1-75  | Ферари 066/7      | 16     | Шарл Леклер      | 1–19                |
| Скудерија Ферари              | Ферари       | F1-75  | Ферари 066/7      | 55     | Карлос Саинз     | 1–19                |
| Хас Ф1 тим                    | Хас          | VF-22  | Ферари 066/7      | 20     | Кевин Магнусен   | 1–19                |
| Хас Ф1 тим                    | Хас          | VF-22  | Ферари 066/7      | 47     | Мик Шумахер      | 1–19                |
| Извор:                        |              |        |                   |        |                  |                     |

### Тимске промене
Хонда је најавила да неће испоручивати агрегате након 2021. Компанија је обезбедила погонске јединице за Алфа Таури (раније назван Торо Росо) од 2018. и за Ред бул рејсинг од 2019. Ред бул ће преузети Хондин програм мотора и управљати њиме унутар фабрике, успостављајући нову дивизију под називом Ред бул повертраинс. Одлука је донета након лобирања осталих девет тимова да преговарају о замрзавању развоја мотора до 2025. Ред бул је признао да би напустио шампионат да није договорено замрзавање развоја мотора јер нису могли да развију потпуно нови мотор и нису били вољни да поново постану купац Реноа.

### Возачке промене
Пре ВН Холандије 2021. Кими Рејкенен је најавио да намерава да се повуче на крају шампионата, окончавши своју каријеру у Формули 1 после 19 сезона. Рејкененово место у Алфа Ромеоу заузео је Валтери Ботас, који је напустио Мерцедес крајем 2021. Џорџ Расел је заменио Ботаса, а његово место у Вилијамсу је попунио бивши возач Ред була Александар Албон.
Возач Формуле 2, Џоу Гуанју ушао је у Формулу 1 за Алфа Ромео, уместо Антонија Ђовинација, који је напустио тим крајем 2021. Џоу би требало да постане први кинески возач који ће се такмичити у Ф1.
Никита Мазепин је првобитно требало да се такмичи за Хас другу годину заредом. Након инвазије Русије на Украјину, његов уговор је раскинут. Заменио га је Кевин Магнусен који се последњи пут такмичио 2020. са истим тимом.

#### Промене средином сезоне
Уочи Велике награде Бахреина, Себастијан Фетел је био позитиван на корона вирус. У Астон Мартину га је заменио резервни возач Нико Хилкенберг, који се последњи пут такмичио на Великој награди Ајфела 2020. возећи за бивши тим Рејсинг појнт. Фетела је такође заменио и на Великој награди Саудијске Арабије.

## Календар
Календар за 2022. се састоји од двадесет две трке, које су предмет уговора између организатора трке и групе Формуле 1 за Велику награду Емилије Ромање и Сједињених Држава, и дозвољене прописе о ковид19 које су поставиле локалне самоуправе и група Формула један.
| Трка    | Велика награда                   | Стаза                                                | Датум трке    |
| ------- | -------------------------------- | ---------------------------------------------------- | ------------- |
| 1       | Велика награда Бахреина          | Међународна стаза Бахреин, Сакир                     | 20. март      |
| 2       | Велика награда Саудијске Арабије | Џеда Корнич стаза, Џеда                              | 27. март      |
| 3       | Велика награда Аустралије        | Алберт парк стаза, Мелбурн                           | 10. април     |
| 4       | Велика награда Емилије Ромање    | Аутомобилска стаза Енцо и Дино Ферари, Имола         | 24. април     |
| 5       | Велика награда Мајамија          | Међународни аутодром Мајами, Мајами Гарденс, Флорида | 8. мај        |
| 6       | Велика награда Шпаније           | Стаза Барселона-Каталуња, Монтмело                   | 22. мај       |
| 7       | Велика награда Монака            | Стаза у Монаку, Монте Карло                          | 29. мај       |
| 8       | Велика награда Азербејџана       | Стаза Баку сити, Баку                                | 12. јун       |
| 9       | Велика награда Канаде            | Стаза Жил Вилнев, Монтреал                           | 19. јун       |
| 10      | Велика награда Велике Британије  | Силверстоун стаза, Силверстоун                       | 3. јул        |
| 11      | Велика награда Аустрије          | Ред бул ринг, Шпилберг                               | 10. јул       |
| 12      | Велика награда Француске         | Стаза Пол Рикар, Кастеле                             | 24. јул       |
| 13      | Велика награда Мађарске          | Хунгароринг, Будимпешта                              | 31. јул       |
| 14      | Велика награда Белгије           | Спа-Франкошан, Ставелот                              | 28. августа   |
| 15      | Велика награда Холандије         | Зандворт стаза, Зандворт                             | 4. септембар  |
| 16      | Велика награда Италије           | Национални аутодром Монца, Монца                     | 11. септембар |
| 17      | Велика награда Сингапура         | Улична стаза Марина Беј, Сингапур                    | 2. октобар    |
| 18      | Велика награда Јапана            | Међународна стаза Сузука, Сузука                     | 9. октобар    |
| 19      | Велика награда САД               | Стаза Америка, Остин                                 | 23. октобар   |
| 20      | Велика награда Мексика           | Аутодром Херманос Родригез, Сијудад Мексико          | 30. октобар   |
| 21      | Велика награда Бразила           | Интерлагос стаза, Сао Пауло                          | 13. новембар  |
| 22      | Велика награда Абу Дабија        | Јас Марина стаза, Абу Даби                           | 20. новембар  |
| Извори: |                                  |                                                      |               |

### Проширење и промене календара
- Велика награда Аустралије, Канаде, Јапана и Сингапура вратила се у календар након двогодишњег одсуства због пандемије ковид19.[24]
- Велика награда Мајамија требало би да дебитује, а очекује се да ће се трка одржати на Међународном аутодрому Мајами у Мајами Гарденсу на Флориди.[26]
- Велика награда Португала, Штајерске и Турске нису уврштене на листу трка 2022. Ове велике награде су посебно додате у календар за 2021. као одговор на пандемију ковид19, како би се осигурало да се што више трка може одржати.[24]
- Велика награда Катара, која је дебитовала у шампионату 2021. на Међународној стази Лосаил, није присутна у календару за 2022. годину. Планирано је да се врати 2023. на новој наменској стази, после једногодишње паузе током које би се земља фокусирала на домаћинство светског првенства у фудбалу.[24][27]
- Велика награда Кине је била под уговором да се нађе у календару,[28] али се није појавила због кинеских ограничења путовања у вези са пандемијом ковид19.[1][2][24] Велика награда би требало да се врати у шампионат 2023. године.[29]
- Велика награда Русије на Аутодрому Сочи у Сочију, која је требало да се одржи 25. септембра као 17. трка шампионата, првобитно је суспендована из календара као одговор на инвазију Русије на Украјину,[30] пре него што је на крају отказан.[31]

## Промене регулативе

### Смер трке
Мајкл Маси, који је био директор трке од смрти Чарлија Вајтинга 2019. смењен је са улоге директора трке након истраге о Великој награди Абу Дабија 2021. Као део реструктурирања контроле трке, Масија су заменили бивши директор трке ДТМ Нилс Витич и директор трке светског првенства у издржљивости Едуардо Фреитас. Пар ће преузети улогу наизменично. Херби Блаш, Вајтингов бивши заменик, именован је за сталног вишег саветника директора трке.
Фија ће такође увести нови виртуелни систем контроле трке, слично као видео помоћник судије у фудбалу, као и забрану комуникације у тиму којом лобирају званичници трке. Радио између тимова и званичника Фија такође се више неће емитовати на телевизији како би се заштитили званичници трке. Спортски саветодавни комитет Формуле 1 ће поново проценити процедуре за поништавање и представити их пре почетка сезоне.

### Технички прописи
У светском шапионату 2022. требало би да буде ремонт техничких прописа. Ове промене су планиране за увођење 2021. године, а тимови развијају своје аутомобиле од 2020. Међутим, увођење прописа је одложено до шампионата 2022. као одговор на пандемију ковид19. Након што је одлагање објављено, тимовима је забрањено да спроводе било какав развој својих аутомобила за 2022. током календарске 2020. године. Пре сезоне Фија је саопштила да предвиђа да ће дефицит у перформансама аутомобила између најбржих и најспоријих тимова на табели бити преполовљен у поређењу са 2021.
Возачи су консултовани око израде нових техничких прописа, који су намерно написани да буду рестриктивни како би спречили тимове да развију радикалне дизајне који ограничавају могућност возача да претичу. Фија је формирала специјализирану радну групу, или комитет инжењера, са задатком да идентификује и затвори рупе у прописима прије њиховог објављивања. Уклањање пропуста ће, у теорији, спречити један тим да има доминантан аутомобил, а заузврат ће омогућити ближу конкуренцију на целом терену уз побољшање естетике аутомобила. Ова филозофија је била главни циљ нових прописа. Ред булов дизајнер аутомобила Адриан Њуи приметио је да су промене регулативе биле најзначајније у Формули 1 од сезоне 1983.

#### Аеродинамика и каросерија
Технички прописи ће поново увести употребу ефекта тла по први пут откако су били забрањени 1980-их. Ово ће се поклопити са поједностављењем каросерије, чинећи доњу страну аутомобила примарним извором аеродинамичког приањања. Ово има за циљ смањење турбулентног ваздуха иза аутомобила како би се омогућило возачима да ближе прате једни друге, а да се и даље задржи сличан ниво потисне силе у поређењу са претходним годинама. Даље промене у аеродинамици имају за циљ да ограниче способност тимова да контролишу проток ваздуха око предњих точкова и додатно смање аеродинамичко буђење аутомобила. Ово укључује елиминацију вешања, сложених аеродинамичких уређаја који манипулишу протоком ваздуха око каросерије аутомобила. Предње крило и завршне плоче биће поједностављене, смањујући број и сложеност аеродинамичких елемената. Предње крило такође мора директно да се повеже са носним конусом, за разлику од дизајна пре 2022. где је крило могло да буде повезано са носом преко носача како би се створио простор испод монокока, чиме се подстиче проток ваздуха испод аутомобила путем веће површине крила и повећана висина носа. Задња крила ће бити шира и постављена више него претходних година, са додатним ограничењима која ће ограничити могућност конструктора да користе издувне гасове аутомобила за стварање потисне силе. Каросерија ће морати да буде пресвучена гумом како би се смањио ризик од ломљења компоненти аутомобила и смањио ризик од жутих застава, сигурносних аутомобила и застоја. Бројке које је објавила радна група откривају да када је аутомобил са спецификацијом из 2019. који прати други аутомобил имао само 55% расположивих нормалних нивоа силе притиска, аутомобил са спецификацијом из 2022. који прати други аутомобил имао би до 86% својих нормалних нивоа силе притиска.
Тимови ће бити додатно ограничени у броју аеродинамичких побољшања које могу да уведу у аутомобил, како током викенда трке, тако и током шампионата. Ова правила су уведена да би се додатно смањили трошкови такмичења. Након одлуке да се регулатива из 2021. одложи на 2022, аеродинамички развој аутомобила забрањен је од 28. марта 2020. до краја 2020.
2021. првенство је увело систем клизних скала за регулисање аеродинамичког тестирања. Према овом систему, најмање успешни тимови у прошлогодишњем пласману на Светском првенству конструктора би добили додатно време за аеродинамичко тестирање. Насупрот томе, најуспешнији тимови би добили мање времена да заврше тестирање. Систем је тестиран 2021. године са резултатима који су коришћени за креирање формалнијег, структурираног и стрмијег модела за првенство 2022.

#### Погонске јединице
Дискусије о прописима о моторима за 2022. почеле су 2017. године и завршене су у мају 2018. Предложени прописи су укључивали уклањање грејне јединице мотора генератора (МГУ-Х) да би се поједноставила технологија која се користи у мотору уз подизање границе максималног броја обртаја за 3.000 о/мин. Даљи предлози под називом „укључи и играј“ би довели до тога да добављачи мотора буду обавезни прописима да учине појединачне компоненте мотора универзално компатибилним, омогућавајући тимовима да набављају своје компоненте од више добављача. Произвођачи би такође били подвргнути сличној регулативи у вези са комерцијално доступним материјалима, као што би конструктори шасија били предметом од 2021. Предлози су осмишљени да поједноставе технологију мотора, а истовремено да спорт чине привлачнијим за нове учеснике. Међутим, пошто се ниједан нови добављач агрегата није обавезао да ће ући у спорт 2022. године, постојећи добављачи су предложили да задрже постојећу формулу агрегата у покушају да смање укупне трошкове развоја.
Систем квота компоненти агрегата наставиће се и 2022. године, са тимовима који ће имати ограничен број појединачних компоненти које се могу користити пре него што добију казну. Издувни систем би био додат на листу компоненти, а тимовима је дозвољено да користе највише шест током целог шампионата.

#### Стандардизоване компоненте
Спорт намерава да уведе серију стандардизованих компоненти од 2022. године, са прописима који захтевају да стандардне компоненте буду на снази до 2024. Ове стандардизоване компоненте укључују мењач и систем за гориво. Неке аеродинамичке компоненте као што је лежиште које се налази на предњем делу пода аутомобила такође ће бити стандардизоване како би се ограничила способност тимова да развијају подручје и стекну конкурентску предност. Појединачни делови ће сада бити класификовани као начин да се разјасне правила која их окружују:
- „Наведени делови“ се односе на делове аутомобила које тимови морају сами да дизајнирају.
- „Стандардни делови“ је назив за делове аутомобила које сви тимови морају да користе, укључујући фелне и опрему која се користи у пит стоповима.
- „Делови који се могу преносити“ су делови које тим може да развије и прода другом тиму, као што су мењач и квачило.
- „Прописани делови“ су делови које тимови морају да развију у складу са прописаним скупом прописа. Прописани делови укључују лукове точкова и аеродинамику точкова.
- Тимови могу колективно да развијају „делове отвореног кода“ и да их продају купцима. Волани и ДРС механизам су наведени као делови отвореног кода.

Систем категоризације делова је уведен како би се омогућила слобода дизајна, пошто је ревизија аеродинамичких прописа била веома строга.

#### Гуме
Шампионат ће се померити са точкова од 13 in (33 cm) на 18 in (46 cm). Точкови од 18 инча представљени су у шампионату Формуле 2 2020. године, како би се тестирале промене у понашању гума. Првобитно је предложено да се забрани употреба грејача гума - електричних ћебади дизајнираних да одржавају гуме на оптималној радној температури када се не користе, иако је ова одлука касније поништена након противљења добављача гума Пирели. Грејачи гума ће уместо тога постати стандардизовани део опреме, са свим тимовима који ће морати да користе исти производ са циљем да их на крају укину до 2024. Док Пирели остаје званични партнер и добављач гума, ББС ће бити партнер и снабдевати фелге свим тимовима Формуле 1 од 2022. у оквиру четворогодишњег уговора.

### Спортски прописи

#### Спринт бодовни систем и догађаји
Након што је први пут испробан под називом „спринт квалификације“ 2021. формат се вратио и за ово првенство са промењеним називом у „спринт“. Формат викенда остаће непромењен од 2021. и возиће се на Великој награди Емилије Ромање, Аустрије и Сао Паула са бодовима који се сада додељују осам најбољих возача, а не прва три као што је био случај 2021. За разлику од претходне сезоне, возач који постигне најбрже време у квалификацијама биће признат као званични полситер, а победник спринта и даље има право да започне Велику награду са првог места на старту.

#### Систем поена за скраћене трке
Након контроверзе око доделе бодова на Великој награди Белгије 2021. промењени су критеријуми потребни за доделу бодова на незавршене трке. Захтев је промењен тако да:
- Неће се додељивати бодови осим ако нису обављена најмање два круга под условима зелене заставе.
- Ако се заврши више од два круга, али мање од 25% предвиђене трке, бодови ће бити додељени на основу 6–4–3–2–1 првих 5.
- Ако се заврши 25%–50% планиране трке, бодови ће бити додељени на основу 13–10–8–6–5–4–3–2–1 првих 9.
- Ако се заврши 50%–75% планиране трке, бодови ће бити додељени на основу 19–14–12–9–8–6–5–3–2–1 најбољих 10.
- Ако се заврши више од 75% планиране трке, биће додељени пуни поени.[66]

Претходни критеријуми су били на снази више од 40 година пре промене, а последњи пут су промењени у периоду између 1977. и 1980. године.

#### Процедура за безбедносни аутомобил
У светлу контроверзе око безбедносног аутомобила на Великој награди Абу Дабија 2021. процедуре за поновно покретање сигурносног аутомобила су измењене. Уместо да чека круг након што се последњи аутомобил одвоји од водећег, безбедносни аутомобил ће сада бити повучен један круг након што је дата инструкција да се аутомобили у кругу могу сами одвојити.
Од Велике награде Аустралије па надаље, ФИА је почела да сузбија тактике које је користио Макс Верстапен током поновног покретања сигурносног аутомобила на Великој награди Абу Дабија 2021. и на каснијим поновним стартовима безбедносних аутомобила у прве две трке шампионата, Бахреина и Велика награда Саудијске Арабије, где је агресивно убрзавао, кочио и вукао поред другог аутомобила током поновног покретања, покушавајући да тражи тактичку предност над ривалским возачима. Од возача се очекује да возе на доследан начин током рестартовања трке.

#### Почетак избора гума
Укинуто је правило које је било на снази од 2014. а према којем се од возача који пролазе у трећи сегмент квалификација налажу да трку почну на гумама које су користили за постизање најбржег времена у другом сегменту квалификација. Сви возачи ће сада имати слободан избор гуме за трку у недељу.

### Финансијски прописи
Уочи Велике награде Аустрије најављено је да ће планирана накнада за потрошњу у 2022. износити од 141,2 милиона долара бити повећана за 3,1% (процењује се да је 4 милиона долара) како би се супротставила високим нивоима инфлације након забринутости да је инфлација могла довести до тога да неколико тимова потроши више од првобитно планираног лимит буџета.

## Резиме сезоне

### Предсезона
Због промене техничких прописа, Формула 1 је одлучила да одржи два зимска теста на две различите стазе како би помогла тимовима да прикупе више података о својим новим болидима, при чему је стаза Барселона-Каталуња у Монтмелоу била домаћин првог од 23. до 25. фебруара и Међународна стаза Бахреин у Сакиру која је други домаћин од 10. до 12. марта.

### Почетак сезоне
Шарл Леклер је заузео пол позицију за Велику награду Бахреина. По први пут од Велике награде Бразила 2019. оба возача Хаса прошла су у К2, при чему се Кевин Магнусен квалификовао на 8. а Мик Шумахер на 12. месту. У првом кругу у петом скретању, Естебан Окон је додирнуо задњи део Шумахеровог аутомобила и кажњен је пет секунди због инцидента. Пјер Гасли из Алфа Таурија се запалио и повукао се у 46. кругу. Леклер је освојио Велику награду испред Карлоса Саинза, чиме је Ферари завршио резултатом 1–2. Кевин Магнусен је завршио на 5. месту, док су се возачи Ред була, Макс Верстапен и Серхио Перез повукли пред крај трке због проблема са погоном.
Перез је заузео пол позицију за Велику награду Саудијске Арабије, док је Хамилтон узео 16. место након што је испао у К1 први пут од Велике награде Бразила 2017. Само 18 возача је започело трку, пошто се Алфа Таури од Јукија Цуноде покварио на путу до старта након сумње на проблем са погоном, а Шумахер је повучен након инцидента у квалификацијама. Николас Латифи ударио је зид у последњој кривини у 16. кругу, док су се Фернандо Алонсо, Данијел Рикардо и Валтери Ботас повукли након 38 кругова због техничких проблема. Верстапен је победио у трци после касног претицања Леклера. Александер Албон из Вилијамса добио је казну после трке од три места на старту за следећу трку због судара са Лансом Стролом из Астон Мартина.
Леклер је освојио Велику награду Аустралије са пол позиције, поставио најбржи круг и водио сваки круг, добивши први гренд слем за Ферари од Фернанда Алонса на Великој награди Сингапура 2010. Друго и треће место заузели су Перез и Џорџ Расел из Мерцедеса. Перезов сувозач Верстапен је био други пре него што се повукао у 38. кругу због цурења горива које је изазвало пожар. Саинз је испао у првом кругу у 10. кривини, а Себастијан Фетел из Астон Мартина је дебитовао у сезони након што је пропустио прве две трке пошто је био позитиван на корона вирус, а Нико Хилкенберг је преузео његово место, сударио се у почетним фазама код скретања 4. Албон који је стартовао последњи након што је дисквалификован из квалификација јер није дао узорак горива од једног литра, завршио је на 10. месту за Вилијамса, у последњем кругу после 57 кругова на тврдим гумама.
Верстапен је заузео пол позицију у спринту за Велику награду Емилије Ромање. Упркос томе што га је Леклер претекао на старту, Верстапен се опоравио, користећи ДРС да га претекне и победи у спринту као и сувозача Переза. Верстапен је победио у недељној трци са пол позиције и остварио други гренд слем у каријери, док је Перез завршио на другом месту чиме је Ред бул постигао први резултат 1–2 од Велике награде Малезије 2016. Леклер је био већи део трке на трећем месту, али се окренуо у 53. кругу и пао је на девето место, а Ландо Норис га је претекао и завршио на подијуму. Леклер се опоравио и на крају је завршио на шестој позицији. Резултат је унапредио Ред бул на друго место у шампионату конструктора, а Верстапен на друго место у шампионату возача, Леклеров сувозач Саинз претрпео је друго одустајање заредом након судара у 1. кругу са Данијелом Рикардом.
Леклер је предводио испред Саинза у првом реду за прво издање Велике награде Мајамија. Иза њих су били возачи Ред була, Верстапен и Перез као и Ботас из Алфа Ромеа. Строл и Фетел, који су се квалификовали као 10. и 13. почели су трку из пит лејна након проблема са температуром горива. У првој кривини у првом кругу, Верстапен је претекао Саинза за друго место и приближио се Леклеру, кога је претекао за вођство у 9. кругу, док се Леклер мучио са гумама. Трка је имала први инцидент у 41. кругу, пошто је Норисова задња десна гума ступила у контакт са Гаслијевом предњом левом, активирајући виртуелни сигурносни аутомобил, а затим и безбедносни аутомобил током пет кругова. Верстапен је био под притиском Леклера при поновном старту али је одбранио своју позицију и однео је победу. У 52. кругу, његов сувозач Перез покушао је да претекне Саинза у првој кривини, али је направио грешку и проклизао. Фетел и Шумахер су се сударили у 53. кругу, али ништа није предузето. Леклер и Саинз су завршили на другом и трећем месту, док Перез који је привремено имао проблеме са мотором који су га коштали око 30 коњских снага и Расел били међу првих пет. После трке Алонсо је добио две одвојене казне од пет секунди. Магнусен је имао два одвојена инцидента након поновног старта са Стролом, повукао се у последњем кругу.
Леклер је узео пол позицију за Велику награду Шпаније, коју је водио све док није био приморан да се повуче у 27. кругу због квара турбо мотора и МГУ-Х. Упркос проблемима са ДРС-ом, Верстапен је победио у трци, а Перез га је пустио да прође у 49. кругу, пошто су били на различитим стратегијама; Расел је комплетирао подијум. Саинз је имао лош старт и пао је са трећег на пето, а такође је излетео у 4. кривини у 7. кругу због налета ветра, а Верстапен је поновио исту ствар у истом кривини у 9. кругу, али Саинз се опоравио од 11. и завршио четврти, испред Хамилтона, који се такође вратио са 19. након што је претрпео удар у тркачком инциденту са Магнусеном у скретању 4 после старта. По први пут у сезони, Ред бул је предводио Ферари у шампионату конструктора, док је на табели шампионата возача предност Леклера од 19 поена променила на 6 поена предности за Верстапена.
Леклер је освојио пол позицију за Велику награду Монака, испред Саинза и Переза. Вожена су два круга формације, 16 минута након заказаног стартног времена. Почетак је прекинут, а почео је 50 минута касније. Због грешке у стратегији, Леклер је пао на четврто место иза Верстапена и Саинза, а Перез је водио трку. Окон и Хамилтон су успоставили контакт у 18. кругу, због чега је Окон добио пет секунди казне. Пет кругова након што се Магнусен повукао због губитка притиска воде, Шумахер се сударио близу дела базена, поделивши свој аутомобил на два дела, због чега је трка прекинута. Трку је освојио Перез, а затим следе Саинз, Верстапен, Леклер и Расел.

### Средина сезоне
Леклер је поново освојио пол позицију за Велику награду Азербејџана, испред Переза и Верстапена. Перез је одмах претекао Леклера у првом реду и задржао вођство до 15. круга, где га је Верстапен претекао. У 9. кругу, виртуелни сигурносни аутомобил је сигнализиран након што се Саинз зауставио на скретању 4, због проблема са хидрауликом. Затим у 20. кругу, након што је накратко преузео вођство у трци, Леклер је доживео проблем са погоном и повукао се у бокс. Кевин Магнусен и Џоу Гуанју такође су се повукли из трке. Јуки Цунода је имао проблема са кваром ДРС-а, који је поправљен љепљивом траком и пао је на 13. место. Вилијамсов возач Николас Латифи добио је пет секунди казне због игнорисања плаве заставе.
Верстапен је заузео пол позицију за Велику награду Канаде, која се вратила у календар после двогодишње паузе, у кишним квалификацијама. Алпинов возач Фернандо Алонсо стартовао је други, испред Саинза, док је Леклер стартовао из последњег стартног реда пошто је премашио своју квоту компоненти агрегата. Перез је стартовао на 13. месту након несреће у квалификацијама. Перез се повукао у 8. кругу због проблема са мењачем, док су технички проблеми приморали Шумахера да се повуче у 20. кругу. Цунода се сударио у 49. кругу, изазвавши безбедносни аутомобил и дозволивши Саинзу да се приближи Верстапену и јури возача Ред була до краја трке. Упркос томе, Верстапен је победио у трци испред Саинза и Хамилтона, док се Леклер попео на 5. место. Алонсу је додељена казна од пет секунди после трке због више од једне промене смера да би одбранио позицију, па је пао са 7. на 9. место.
Саинз је остварио своју прву победу у Формули 1 на Великој награди Британије, након своје прве пол позиције. Леклер је освојио своју прву трку од Велике награде Аустралије и прву победу не са пол позиције у каријери на Великој награди Аустрије, престигавши Переза на другом месту у шампионату и смањивши заостатак од Верстапена на 38 бодова.
Расел је заузео своју прву пол позицију на Великој награди Мађарске, док се Ред бул мучио у квалификацијама јер је Верстапен имао проблеме са МГУ-К, а Перез није могао да прође у К2, остављајући их на десетом и једанаестом месту на старту. Верстапен се снажно опорављао, напредујући поред боље стратегије и темпа. Верстапен је победио Хамилтона, који се такође опорављао после слабих квалификација. Расел је био трећи након што га је Хамилтон обишао пет кругова пре краја. Саинз и Леклер су завршили на четвртом и шестом месту након сумњиве стратегије Ферарија.
Велика награда Белгије била је прва трка која је одржана после летње паузе, са неколико возача који су преузели додатне компоненте и због тога су добили казне на старту. Саинз је трку почео са пол позиције, Алонсо и Хамилтон су имали контакт у Лес Комбесу. Хамилтон је био приморан да повуче свој аутомобил убрзо након тога, а судар између Латифија и Ботаса у другом кругу изазвао је возило безбедности. Верстапен је брзо успео да се избори са аутомобилима који су напредовали при поновном старту, а Перез га је пратио да би обезбедио један-два за Ред бул. Саинз је заокружио подијум. Леклер је прешао на нове меке гуме у претпоследњем кругу како би покушао да направи најбржи круг и добио је временску казну за пребрзу вожњу у боксу, чиме је пао на шесто место на крају трке.

## Резултати и пласман
| Рунда | Велика награда                   | Пол позиција   | Најбржи круг   | Победник       | Конструктор |
| ----- | -------------------------------- | -------------- | -------------- | -------------- | ----------- |
| 1     | Велика награда Бахреина          | Шарл Леклер    | Шарл Леклер    | Шарл Леклер    | Ферари      |
| 2     | Велика награда Саудијске Арабије | Серхио Перез   | Шарл Леклер    | Макс Верстапен | Ред бул     |
| 3     | Велика награда Аустралије        | Шарл Леклер    | Шарл Леклер    | Шарл Леклер    | Ферари      |
| 4     | Велика награда Емилије Ромање    | Макс Верстапен | Макс Верстапен | Макс Верстапен | Ред бул     |
| 5     | Велика награда Мајамија          | Шарл Леклер    | Макс Верстапен | Макс Верстапен | Ред бул     |
| 6     | Велика награда Шпаније           | Шарл Леклер    | Серхио Перез   | Макс Верстапен | Ред бул     |
| 7     | Велика награда Монака            | Шарл Леклер    | Ландо Норис    | Серхио Перез   | Ред бул     |
| 8     | Велика награда Азербејџана       | Шарл Леклер    | Серхио Перез   | Макс Верстапен | Ред бул     |
| 9     | Велика награда Канаде            | Макс Верстапен | Карлос Саинз   | Макс Верстапен | Ред бул     |
| 10    | Велика награда Велике Британије  | Карлос Саинз   | Луис Хамилтон  | Карлос Саинз   | Ферари      |
| 11    | Велика награда Аустрије          | Макс Верстапен | Макс Верстапен | Шарл Леклер    | Ферари      |
| 12    | Велика награда Француске         | Шарл Леклер    | Карлос Саинз   | Макс Верстапен | Ред бул     |
| 13    | Велика награда Мађарске          | Џорџ Расел     | Луис Хамилтон  | Макс Верстапен | Ред бул     |
| 14    | Велика награда Белгије           | Карлос Саинз   | Макс Верстапен | Макс Верстапен | Ред бул     |
| 15    | Велика награда Холандије         | Макс Верстапен | Макс Верстапен | Макс Верстапен | Ред бул     |
| 16    | Велика награда Италије           | Шарл Леклер    | Серхио Перез   | Макс Верстапен | Ред бул     |
| 17    | Велика награда Сингапура         | Шарл Леклер    | Џорџ Расел     | Серхио Перез   | Ред бул     |
| 18    | Велика награда Јапана            | Макс Верстапен | Џоу Гуанју     | Макс Верстапен | Ред бул     |
| 19    | Велика награда САД               | Карлос Саинз   | Џорџ Расел     | Макс Верстапен | Ред бул     |
| 20    | Велика награда Мексика           | Макс Верстапен | Џорџ Расел     | Макс Верстапен | Ред бул     |
| 21    | Велика награда Бразила           | Кевин Магнусен | Џорџ Расел     | Џорџ Расел     | Мерцедес    |
| 22    | Велика награда Абу Дабија        | Макс Верстапен | Ландо Норис    | Макс Верстапен | Ред бул     |

### Систем бодовања
Бодови се додељују за десет најбољих класификованих возача, возача који је направио најбржи круг током трке, али само ако је један од првих десет, и првих осам у спринту. У случају изједначеног броја поена користи се систем одбројавања где је возач са највише првих места рангиран више. Ако је број првих места идентичан онда се у обзир узима број других места и тако даље. Ако ова процедура не донесе резултат, Фија ће номиновати победника према критеријумима које сматра одговарајућим. Бодови се додељују за сваку трку користећи следећи систем:
| Позиција | 1. | 2. | 3. | 4. | 5. | 6. | 7. | 8. | 9. | 10. | Н |
| -------- | -- | -- | -- | -- | -- | -- | -- | -- | -- | --- | - |
| Бодови   | 25 | 18 | 15 | 12 | 10 | 8  | 6  | 4  | 2  | 1   | 1 |
| Спринт   | 8  | 7  | 6  | 5  | 4  | 3  | 2  | 1  |    |     |   |

### Возачи
| Поз. | Возaч            | БАХ | САУ | АУС | ЕМИ   | МАЈ | ШПА | МОН | АЗЕ | КАН | ВБР | АУТ   | ФРА | МАЂ | БЕЛ | ХОЛ | ИТА | СИН  | ЈАП  | САД | МЕК | БРА | АБУ | Поени |
| ---- | ---------------- | --- | --- | --- | ----- | --- | --- | --- | --- | --- | --- | ----- | --- | --- | --- | --- | --- | ---- | ---- | --- | --- | --- | --- | ----- |
| 1.   | Макс Верстапен   | Оду | 1.  | Оду | 1.1 Н | 1.Н | 1.  | 3.  | 1.  | 1.  | 7.  | 2.1 Н | 1.  | 1.  | 1.Н | 1.Н | 1.  | 7.   | 1.   | 1.  | 1.  | 6.  | 1.  | 454   |
| 2.   | Шарл Леклер      | 1.Н | 2.Н | 1.Н | 6.2   | 2.  | Оду | 4.  | Оду | 5.  | 4.  | 1.2   | Оду | 6.  | 6.  | 3.  | 2.  | 2.   | 3.   | 3.  | 6.  | 4.  | 2.  | 308   |
| 3.   | Серхио Перез     | Оду | 4.  | 2.  | 2.3   | 4.  | 2.Н | 1.  | 2.Н | Оду | 2.  | Оду5  | 4.  | 5.  | 2.  | 5.  | 6.Н | 1.   | 2.   | 4.  | 3.  | 7.  | 3.  | 305   |
| 4.   | Џорџ Расел       | 4.  | 5.  | 3.  | 4.    | 5.  | 3.  | 5.  | 3.  | 4.  | Оду | 4.4   | 3.  | 3.  | 4.  | 2.  | 3.  | 14.Н | 8.   | 5.Н | 4.  | 1.  | 5.  | 275   |
| 5.   | Карлос Саинз     | 2.  | 3.  | Оду | Оду4  | 3.  | 4.  | 2.  | Оду | 2.Н | 1.  | Оду3  | 5.Н | 4.  | 3.  | 8.  | 4.  | 3.   | Оду  | Оду | 5.  | 3.  | 4.  | 246   |
| 6.   | Луис Хамилтон    | 3.  | 10. | 4.  | 13.   | 6.  | 5.  | 8.  | 4.  | 3.  | 3.Н | 3.8   | 2.  | 2.Н | Оду | 4.  | 5.  | 9.   | 5.   | 2.  | 2.  | 2.  | Оду | 240   |
| 7.   | Ландо Норис      | 15. | 7.  | 5.  | 3.5   | Оду | 8.  | 6.Н | 9.  | 15. | 6.  | 7.    | 7.  | 7.  | 12. | 7.  | 7.  | 4.   | 10.  | 6.  | 9.  | Оду | 6.  | 122   |
| 8.   | Естебан Окон     | 7.  | 6.  | 7.  | 14.   | 8.  | 7.  | 12. | 10. | 6.  | Оду | 5.6   | 8.  | 9.  | 7.  | 9.  | 11. | Оду  | 4.   | 10. | 8.  | 8.  | 7.  | 92    |
| 9.   | Фернандо Алонсо  | 9.  | Оду | 17. | Оду   | 11. | 9.  | 7.  | 7.  | 9.  | 5.  | 10.   | 6.  | 8.  | 5.  | 6.  | Оду | Оду  | 7.   | 15. | Оду | 5.  | Оду | 81    |
| 10.  | Валтери Ботас    | 6.  | Оду | 8.  | 5.7   | 7.  | 6.  | 9.  | 11. | 7.  | Оду | 11.   | 14. | Оду | Оду | Оду | 13. | 11.  | 15.  | Оду | 10. | 9.  | 15. | 49    |
| 11.  | Данијел Рикардо  | 14. | Оду | 6.  | 18.6  | 13. | 12. | 13. | 8.  | 11. | 13. | 9.    | 9.  | 15. | 15. | 17. | Оду | 5.   | 11.  | 16. | 7.  | Оду | 9.  | 37    |
| 12.  | Себастијан Фетел | НС  | НС  | Оду | 8.    | 17. | 11. | 10. | 6.  | 12. | 9.  | 17.   | 11. | 10. | 8.  | 14. | Оду | 8.   | 6.   | 7.  | 14. | 11. | 10. | 37    |
| 13.  | Кевин Магнусен   | 5.  | 9.  | 14. | 9.8   | 16. | 17. | Оду | Оду | 17. | 10. | 8.7   | Оду | 16. | 16. | 15. | 16. | 12.  | 14.  | 8.  | 17. | Оду | 17. | 25    |
| 14.  | Пјер Гасли       | Оду | 8.  | 9.  | 12.   | Оду | 13. | 11. | 5.  | 14. | Оду | 15.   | 12. | 12. | 9.  | 11. | 8.  | 10.  | 18.  | 13. | 11. | 14. | 14. | 23    |
| 15.  | Ланс Строл       | 12. | 13. | 12. | 10.   | 10. | 15. | 14. | Оду | 10. | 11. | 13.   | 10. | 11. | 11. | 10. | Оду | 6.   | 12.  | Оду | 15. | 10. | 8.  | 18    |
| 16.  | Мик Шумахер      | 11. | НС  | 13. | 17.   | 15. | 14. | Оду | 14. | Оду | 8.  | 6.    | 15. | 14. | 17. | 13. | 12. | 13.  | 17.  | 14. | 16. | 13. | 16. | 12    |
| 17.  | Јуки Цунода      | 8.  | НК  | 15. | 7.    | 12. | 10. | 17. | 13. | Оду | 14. | 16.   | Оду | 19. | 13. | Оду | 14. | Оду  | 13.  | 9.  | Оду | 17. | 11. | 12    |
| 18.  | Џоу Гуанју       | 10. | 11. | 11. | 15.   | Оду | Оду | 16. | Оду | 8.  | Оду | 14.   | Оду | 13. | 14. | 16. | 10. | Оду  | 16.Н | 11. | 13. | 12. | 12. | 6     |
| 19.  | Александер Албон | 13. | Оду | 10. | 11.   | 9.  | 18. | Оду | 12. | 13. | Оду | 12.   | 13. | 17. | 10. | 12. | НС  | Оду  | Оду  | 12. | 12. | 15. | 13. | 4     |
| 20.  | Николас Латифи   | 16. | Оду | 16. | 16.   | 14. | 16. | 15. | 15. | 16. | 12. | Оду   | Оду | 18. | 18. | 18. | 15. | Оду  | 9.   | 17. | 18. | 16. | Оду | 2     |
| 21.  | Ник де Врис      |     |     |     |       |     |     |     |     |     |     |       |     |     |     |     | 9.  |      |      |     |     |     |     | 2     |
| 22.  | Нико Хилкенберг  | 17. | 12. |     |       |     |     |     |     |     |     |       |     |     |     |     |     |      |      |     |     |     |     | 0     |
| Поз. | Возaч            | БАХ | САУ | АУС | ЕМИ   | МАЈ | ШПА | МОН | АЗЕ | КАН | ВБР | АУТ   | ФРА | МАЂ | БЕЛ | ХОЛ | ИТА | СИН  | ЈАП  | САД | МЕК | БРА | АБУ | Поени |

| Боја              | Резултат                                                  |
| ----------------- | --------------------------------------------------------- |
| Злато             | Победник                                                  |
| Сребро            | 2. место                                                  |
| Бронза            | 3. место                                                  |
| Зелена            | Завршио у бодовима                                        |
| Плава             | Није завршио у бодовима Није класификован (НКл)           |
| Љубичаста         | Одустао (Оду)                                             |
| Црвена            | Није се квалификовао (НКВ) Није се претквалификовао (НПК) |
| Црна              | Дисквалификован (ДИС)                                     |
| Бела              | Није кренуо (НК) Трка отказана (ТО)                       |
| Светло плава      | Завршио само тренинг (ЗСТ)                                |
| Светло плава      | Тест возач петком (ТВП) - од 2003. на даље                |
| Без боје          | Није завршио тренинг (НЗТ)                                |
| Без боје          | Избачен (ИЗ)                                              |
| Без боје          | Није стигао (НС)                                          |
| Без боје          | Повучен пре трке (ППТ)                                    |
| Анотација         | Значење                                                   |
| Суперскрипта број | Позиција за бодовање у спринту                            |
| Н                 | Најбржи круг                                              |

- – Значи да возач није завршио трку али је одвезао 90% трке

### Конструктори
| Поз. | Конструктор  | Поени |
| ---- | ------------ | ----- |
| 1.   | Ред бул      | 759   |
| 2.   | Ферари       | 554   |
| 3.   | Мерцедес     | 515   |
| 4.   | Алпин        | 173   |
| 5.   | Макларен     | 159   |
| 6.   | Алфа Ромео   | 55    |
| 7.   | Астон Мартин | 55    |
| 8.   | Хас          | 37    |
| 9.   | Алфа Таури   | 35    |
| 10.  | Вилијамс     | 8     |